# Therion mussouriense
Therion mussouriense är en stekelart som först beskrevs av Cameron 1897.  Therion mussouriense ingår i släktet Therion och familjen brokparasitsteklar. Inga underarter finns listade i Catalogue of Life.